# 金泳三
金 泳三（キム・ヨンサム、日本語読み：きん えいさん、韓国語: 김영삼、1927年12月20日または1929年1月14日〈陰暦1928年12月4日〉 - 2015年11月22日）は、韓国の政治家。第14代大統領（在任1993年 - 1998年）。本貫は金寧金氏。号は「巨山」（コサン、거산、それぞれ巨済島と釜山から来ている）。略称はYS。実家は網元。日本統治時代における創氏改名時の日本名（1945年まで）は金村康右（かねむら こうすけ）。早稲田大学特命教授。称号は名誉法学博士（早稲田大学）。
「両金」のもう一方の金大中と共に韓国の民主化の歴史で大きな役割を果たした。独裁政治時代は民主化を求める野党で活躍したが、金大中と決別後に保守政党と合意した後、軍部勢力を粛清したため、長い軍事政権の後の初の文民政権である金泳三政権は「文民政権」と呼ばれることになった。
保守政党内の穏健改革派の始まりとしても取り上げられ、大物政治家として評価される。ただし後述のIMF経済危機への対応の失敗や家族の不正問題により、大統領任期中に国民の支持を失ってしまった不運の政治家でもある。死後には再評価の動きがある。

## 概説

### 大統領になるまで
慶尚南道の巨済島（現在の巨済市）の出身。ソウル大学哲学科を卒業、1952年に張沢相国務総理（当時）の秘書官に就いたのを経て、1954年第3代国会議員選挙で自由党候補として巨済にて立候補して、26歳で当時の最年少国会議員として当選し、政界入りする。
議員となって以後、長らくは野党の立場で活動し朴正煕政権～全斗煥政権期の軍事政権時代には、1969年に暴漢に硝酸を浴びせられたり（金泳三硝酸テロ事件。中央情報部による犯行と推定されている）、『ニューヨーク・タイムズ』記者とのインタビュー記事等をめぐり国会議員除名（金泳三総裁議員職除名波動）となったり（1979年）、自宅軟禁を受けたりといった弾圧を受けたりもした。
1970年代から1980年代にかけて、金大中と伴に代表的な野党政治家・民主化運動家の一人であった。1985年3月6日に、全斗煥大統領により政治活動を解禁される。
1987年に全斗煥の退任に伴って行われた第13代大統領選挙にて金泳三と金大中が共に盧泰愚に敗北した後、1990年に、盧泰愚、金鍾泌と手を握り、三党合同に参加することとなる（盧泰愚の民主正義党、金鍾泌の新民主共和党、金泳三の統一民主党が合同し、巨大与党である民主自由党が誕生した）。この後、民主自由党の大統領候補となり1992年の第14代大統領選挙にて大統領に当選した。

### 大統領時代

#### 内政
朴正煕政権以来32年間続いていた軍事政権は消滅し、金泳三政権は文民政権と呼ばれることになった。金泳三は軍部政権の残滓を徹底して排除するため、前任者の全斗煥や盧泰愚が創設し、軍内で主要な地位を占めていた秘密組織「ハナフェ（ハナ会）」を解体し、会員を退役させるなど、大韓民国国軍の改革を進めた。また、野党政治家や政治運動家などを積極的に登用し、国家安全企画部長、外務大臣、統一院長官などに大学の教授を迎えた。さらには、高級官僚の不正の追及にも乗り出し、大法院院長や検事総長、警察庁長官などが辞任することになった。
政治と経済の癒着を嫌悪し、「任期中はいかなる献金も受け取らない」と宣言、質素さをアピールするため、「青瓦台での昼食はカルグクスにする」と明言した。また、歴代大統領が議員に配っていた「モチ代」の制度も無くすなど、政治の無駄の部分を排除していった。経済面でも、不正の温床となっている仮名口座での金融取引をなくすため、「金融実名制」を実施した。おかげで執権初年度には支持率が80％を超えた。
しかし当時20代だった次男の金賢哲が小統領と呼ばれるほど権威を振り回し、1997年に斡旋収賄などの容疑で拘束された。後日、金賢哲は最も重要な斡旋収賄容疑が無罪と宣告されたが、残りの有罪を受けた部分は本人の立場では悔しい部分が多いと主張した。また、聖水大橋の崩落や三豊百貨店の崩壊など大事故も相次いで発生したことから、この時代は現在でも事故共和国（사고 공화국）と揶揄されている。

#### 外交
金泳三政権は「歴史の立て直し」を主張し、行動した。まず、対北朝鮮の懸案となっていた非転向長期囚李仁模を1993年3月19日に北朝鮮に送還した。次いで、1993年8月には旧朝鮮総督府庁舎の解体を決定。1995年8月15日には解体が行われた。 
1993年3月13日、これ以上日本に金銭的補償を要求せず、韓国政府が被害者に支援をすると宣言して、500万ウォンの一時金と生活補助金、医療支援、永久賃貸住宅などの支援を実施した。
 「政府が自ら乗り出して正面から向き合い、民族のプライド（自尊心）を傷つけずに人道的な配慮も並行して支援しようとする最初の試みという点で、少なからぬ意味を持つ。この処置は、日本政府に相当な心理的圧迫を与える外交的効果を狙っている」と評価した（ハンギョレ新聞1993年3月30日）。  
と当時は韓国内でも受け入れられた。韓国の独自支援措置の流れから、同年8月に日本から河野談話が出された。
同年3月19日に北朝鮮が核拡散防止条約から脱退し、朝鮮半島全土に核危機が訪れアメリカのビル・クリントン政権が北朝鮮の核施設への爆撃を計画した際にはソウルへの被害の懸念からこれを引き止めて後の回想で後悔している。1994年7月8日に金日成が死去すると、金泳三政権は哀悼の意も表明せずに全軍に厳戒態勢を指示し、弔問のため訪朝しようとした勢力を弾圧。朝鮮半島情勢が一時期悪化した。1996年9月18日に発覚した江陵浸透事件に際しては、翌月の1996年10月1日の「建軍四八周年祝賀演説」にて、金泳三は対北朝鮮政策の軍事的見直しを発表している。

#### アジア通貨危機
任期終盤の1997年、東アジアや東南アジア各国を襲った経済危機（アジア通貨危機）にて、金一家と親しくしていた韓宝グループ傘下の韓宝鉄鋼が最初に不渡りを出して破綻し韓国のIMF危機のきっかけになった。さらに起亜自動車の倒産を皮切りに経済状態が悪化し、国際通貨基金(IMF)の援助を要請する事態となったことは韓国国民からは恥辱的とも受け取られ、そのまま任期で大統領を退任した。
IMFの指導を受け入れる前、日本から単独金融支援を獲得して事態を彌縫しようとつとめたが、これは拒絶された。1997年に「O157」を理由に米国産牛肉輸入禁止を一方的に発表した韓国に対して外交儀礼に反するとして反発した米国は、韓国への支援を取りやめ、日本にも支援拒否を要請し、日本はIMFを通じての支援に留まった。
このような経済政策の失敗から、1999年6月3日午前には日本に向けて出発しようと金浦空港に着いて沿道の人々と握手をしていた時、71歳の男がペンキ入りの卵を金泳三の顔に炸裂させるという事件が起きた。彼の顔とスーツが真っ赤に染まった姿は世界中に配信され、男は「金融危機を招き、国を危機に陥れた罪を償い、深く反省しなければならない」と叫びながら、「IMF事態にまで国を滅ぼした金泳三は、国民に対して謝罪しなければならない」という内容のビラをばら撒いていた。

### 退任後
2002年より早稲田大学の特命教授に就任した。公共経営研究科への特別講義や大学全体への公開講演会の開催など年に約2回の訪日時には、「もう大分忘れてしまった」と謙遜気味に語ってはいたものの、流暢な日本語での講義を受け持ち、テレビ出演もしていた。
2015年11月22日午前0時21分、ソウル大病院で敗血症と急性心不全で死去した。87歳没。
2015年11月26日、ソウル市の国会議事堂前広場にて、韓国史上初めての国家葬に処された。

## 対日姿勢
民主化後初の文民大統領であった金泳三は日本に対して、日本側の歴史認識を問題にしてきており、常に攻撃的な反日姿勢を顕著にしていた。そのため、経済政策よりは、民主化の深化・軍部の政治からの一掃・反日ポピュリズムへの便乗と過激化にばかり重点が偏ってしまっていた。村山内閣の江藤隆美総務庁長官が「村山発言は誤りだ」「日韓併合条約は、法的に有効だった」「植民地時代、日本はいいこともした」（「日本はいいことをした」とよく誤認知されているが、誤りである）との発言に反発し、1995年11月14日に当時の中国の江沢民国家主席との会談の中で、「日本の悪い癖（朝鮮語：ポルジャンモリ、日本語で「バカたれ」などに相当する、上の立場の者が下の者を叱る朝鮮語の俗語）を叩き直してやる！」などと強気の発言をした。
また現在まで続く両国の領土問題である竹島問題についても、任期中の1995年に大韓民国政府として船の接岸施設など初めて施設を建設するなどの強硬態度を打って出た。この際、韓国政府は「日本をしつけ直す」と、自らの立場が上であるとの自負のもとに大々的にキャンペーンを行い、韓国国内では歓喜をもって迎えられた。同年11月にも「今回こそ、日本のその無礼を必ず直さなければなりません」と発言し反日世論を形成した。就任前後に、日本で高まった「統一教会による誘拐事件」への対応では、非協力的で日本側に不興の声も上がった。また、いわゆる韓国の独立記念「光復」50周年を記念して行われた歴史立て直し事業では、上述の旧朝鮮総督府解体のほか、風水に基づく全国規模での測量用鉄杭除去など反日政策を積極的に進めた。
日本統治下の1943年から1945年まで統営市にあった統営中学校に通った。統営は戦前、小いわし漁で栄え、広島県出身者が多く移住していたが、統営中学の教頭が広島高等師範学校出身の渡辺巽で、渡辺は韓国人と日本人学生を絶対に区別せず、金は敬慕の念は抱いた。まだ日韓間に国交はなく、反日感情も厳しかった1954年、金が国会議員に初当選した後、渡辺夫妻を韓国に招いている。大統領就任後も渡辺の遺族を官邸に招待した。金は「私の一生を通じても強く印象に残る」「両国にとっても先生のような方がいてくれてよかった」と述べている。
対日穏健派と評価されている後任の金大中が公式な場は勿論、私的にもあまり日本語で話さないことにしていたのに対して（非公式な場での日本人記者からの取材には日本語で応じていた）、上記の早稲田大学での講義や日本人ジャーナリストとのインタビュー等では、基本的に日本語で対応していた。
小泉純一郎元総理の靖国神社参拝には反対姿勢を表明し、「戦犯をリストから除名」すれば「問題ない」と意見を述べている。長年ソウル特派員をしてきた産経新聞の黒田勝弘は金泳三を『韓国社会の“独島愛国主義”を拡大・「歴史の正しい立て直し」として、博物館としていた旧朝鮮総督府ビルを独立50周年記念で爆破解体・慰安婦問題では、河野談話やアジア女性基金による解決策を軽視で問題の長期化させるなど、反日愛国大衆迎合主義の大統領だったと、日本には苦い思いが残る人』と論評している。

## エピソード
- 金鍾泌、朴浚圭と並ぶ9選国会議員で、最多選記録を持つ議員の1人である[38]。また、初当選時はわずか26歳で、これも韓国史上最年少国会議員当選者の記録となっている[10]。
- 父親は1930年代末、カタクチイワシ漁業と煮干しの製造により漁場と10数隻の漁船を所有しており、巨済島で一番の金持ちともいわれた[39]。
- ビル・クリントンの前で「How are you?」を「Who are you?」と言ってしまい、「私はヒラリー・クリントンの夫だ」という返答を得たというジョークは韓国で金泳三のエピソードとして語られる[40]。
- 回顧録にて1997年に金泳三の次男である金賢哲が斡旋収賄で拘束された直前には「正常な国政運営が不可能で在任中、最もつらく孤独な時間で仕事が手につかなかった。ありとあらゆる煩悶、悔恨で夜も眠れなかった」と語っている。自身の権威を笠に着て、「小統領」とまで周囲に言われていた次男を「無理矢理でも海外に送っておけばと無念が起こった」とし、この時期の大統領府（青瓦台）を「監獄」と例え、「一日も早く任期を終えたい」「なぜ大統領になろうとしたのか一体分からない」と後悔の弁を語っている[14]。
- 後に大統領となる盧武鉉を釜山の人権弁護士から、李明博を現代建設会長から政界にスカウトした。さらにセヌリ党の元代表である金武星、大統領選挙に三度出馬した李会昌、自由韓国党重鎮李仁済も金泳三が抜擢して重用して出世のきっかけをつくった[41]。
- 金大中に対するライバル意識は驚くほど強く、金大中に話が及ぶと熱くなった[41]。大統領退任後に慶尚南道に帰った際、現地の政治家たちが集まった場でも大統領の金大中を猛非難した[42]。
- 金大中とは、1987年大統領選で候補者一本化に失敗して共倒れして以来、良好とはいえない関係が続いていたが、金大中の死去（2009年8月18日）の直前の2009年8月10日、入院中の金大中を見舞い、「私たちは世界で類例がない特殊な関係」「私たちは第6代国会の時代から同志的な関係にあり、長い間同志の関係にあったが、競争関係でもあったんですよ。だから、愛憎が交差する関係です」と述べた[43]。記者団の「お二人が和解したものと受けとめてもいいか」との質問に「そう考えてもいいです。そろそろそのような時期が来たようです」と答えた[44]。金大中が死去した際には、「国の巨木が倒れた」と語った[45]。
- 私邸がソウル市銅雀区上道洞にあったことから、金泳三系の政治家は「上道洞系」と呼ばれる。なお、金泳三は1980年代の軟禁期間中、上道洞の隣の家に住んでいた女の子と互いに「チビ同志」「大将同志」と呼んで親しんだ。その子供は厳重な監視の下に置かれた金泳三の家に自由に進出できる唯一の人であったため、金泳三の秘密メモの伝達の手伝いもした[46]。
- 韓国マスコミでは金大中が「智将」とされるのに対して、金泳三は「徳将」と呼ばれる。ほとんど読書をしないので有名。そのため発言には稚拙な部分が多いといわれている。多数の著作を公刊した金大中に比して、「金泳三が読んだ本と、金大中が書いた本」[47]の数は同じ、というジョークも広まった。
- 就任した頃、中国の田舎に住む少年から当時66歳の金泳三に祝いの手紙と66個のマクワウリの種を送られた。金泳三は訪中時、北京でその少年に会った[48]。
- 毒舌が有名で、朴正煕と全斗煥とは激しく対立する。特に1979年に暗殺された朴正煕とは異なり、全斗煥は金泳三が死ぬまで生きており、2010年の元大統領の集会行事でも対立し、全斗煥は大統領ではないと言い、これに恥ずかしくて怒った全斗煥が家に先に行ったこともあった。[要出典]朴正煕の娘である朴槿恵に対しても「独裁者の娘」と呼んだ[49]。
- 2022年の世論調査によると、1987年以降の保守系の大統領または大統領候補者のうち、全体的に最も信頼度が高い人物である。ただし、保守政党の大物の1人であるにもかかわらず、保守層での信頼度は尹錫悦、朴槿恵と洪準杓よりも低い。保守層の核心とされる60代以上の年齢層での信頼度は尹錫悦と朴槿恵よりも低く、大邱・慶北地域でも尹錫悦より低い。一方、中道層と共に民主党支持者などの進歩層での信頼度はダントツ1位である[50]。
- 韓国保守政党は系譜を見ると大きく二つの派閥があり、金泳三と民主勢力から来た派閥と軍事勢力から来た派閥である。李明博、尹錫悦大統領は前者、朴槿恵は後者に近いと考える。弾劾後、朴槿恵勢力は多く没落する。[要出典]
- 外遊先でも毎朝のジョギングを欠かさないことでも有名だった。[要出典]
- 祖父が当時としては珍しいクリスチャンで教会に通っており、母[51]も教会で仕事をしていたこともあり、敬虔なプロテスタント教徒として知られる。就任当初ネオン街追放に乗り出したのはその熱心な信仰が原因といわれている。
- 食べ物はカルグクスが好きで[52]、好きな飲み物はバナナ牛乳。
- 当初は北朝鮮に対して慎重な姿勢で臨み北朝鮮も久々の文民出身大統領であることから非難を差し控えていた。しかし、党内強硬派の圧力が強まるに従い対北朝鮮強硬姿勢に転じたため、平壌放送で「人間のくずの金泳三」と放送されたことがある。同時に（就任後時間が経ってから）お決まりの「反動」規定を受けた。
- 金大中大統領が南北首脳会談などの実績によってノーベル平和賞を受賞した際に「ノーベル賞の権威は地に落ちた」と批判したことがある。これは1994年に行われるはずだった南北首脳会談が金日成の急死によって開催できなかったことと仮に開催できていれば金泳三自身がノーベル平和賞を受賞していた可能性があることも背景として挙げられる。
- 2000年10月13日、高麗大学校政経学部政治学科の教授の招待によって、大統領学という講義で特別講演をする予定だった。しかし、キャンパスに到着した午前11時頃、総学生会の主催で集まったメンバー約150人余りが「IMFを招いたYS（泳三）、我々はあなたを招待した覚えはない」などの立て看板が掲げて正門に立ちはだかり、12時間以上もの間、金泳三が乗った車を学校に入れないようにした。こうして、車の中で籠城した挙句、講義ができないまま帰宅させられてしまった。
- 2004年、元韓国大統領として中国側の中止要求を無視し、台湾を訪問したことがある[53]。
- 応接間には故郷の巨済島の港町を描いた洋画が飾られており、日本人記者団に「私は死んだら、ここに埋めてもらうつもりです」と語ったことがある。
- 孫命順夫人とは大学生時代に知り合い、恋愛結婚だった[54]。

## 登場する作品
映画
- 『22年目の記憶』（2014年 - チョン・グックァン）
- 『キングメーカー 大統領を作った男』（2022年 - ユ・ジェミョン）
- 『オン・ザ・ロード〜不屈の男、金大中〜』（2024年、ドキュメンタリー）

## 関連文献
- 著書 
  - 『私とわが祖国の真実』記録社、1985年7月。NDLJP:11928378。翻訳委員会訳
  - 『新韓国の創造』 姜尚求訳、東洋経済新報社、1994年
  - 『新韓国 21世紀へのビジョン』玄于享訳、エムティ出版、1993年
- 伝記
  - 東亜研究会 編『韓国の新しき旗手 金泳三はかく叫ぶ』成甲書房、1980年4月。NDLJP:11924790。
  - 小林慶二 『金泳三　韓国現代史とともに歩む』 原書房、1992年
  - 尹昶重 『金泳三大統領と青瓦台の人々　韓国政治の構造』 平井久志訳、中央公論社、1995年
  - 池東旭 『韓国大統領列伝　権力者の栄華と転落』 中公新書、2002年
  - 木村幹 『韓国現代史　大統領たちの栄光と蹉跌』 中公新書、2008年